# Wilhelm Groener
Karl Eduard Wilhelm Groener (Ludwigsburg, 22 novembre 1867 – Bornstedt, 3 maggio 1939) è stato un generale e politico tedesco.

## Biografia
Figlio di un furiere reggimentale, entrò nell'esercito nel 1884, e frequentò l'Accademia dal 1893 al 1897, dopodiché fu destinato allo Stato maggiore (1899). Per i successivi diciassette anni fu assegnato alla sezione ferrovie, divenendone il capo nel 1912. Nel novembre 1916 divenne viceministro della Guerra ed ebbe l'incarico delle produzioni militari. Nell'agosto 1917 Groener prese il comando di un'unità operativa in Ucraina.
Alle dimissioni di Erich Ludendorff, il 29 ottobre 1918, Groener divenne vice capo di Stato Maggiore sotto il feldmaresciallo von Hindenburg. La situazione militare tedesca era sempre più grave sotto la spinta del nemico, e venti di ribellione e disordine sociale soffiavano sia fra le truppe che nella popolazione, minacciando di sfociare nella rivoluzione. Nel novembre, Groener avvisò il Kaiser Guglielmo II che non godeva più del favore dell'esercito, e gli consigliò di abdicare.
Al rifiuto di Guglielmo II, Groener dichiarò che in alternativa il sovrano poteva «recarsi al fronte, non per passare in rassegna le truppe o per conferire decorazioni, ma per cercarvi la morte. Doveva andare in qualche trincea dove infuriava la battaglia. Se fosse stato ucciso sarebbe stata la più bella morte possibile. Se fosse rimasto ferito, i sentimenti del popolo tedesco nei suoi confronti sarebbero radicalmente cambiati.». Con l'abdicazione del Kaiser (9 novembre 1918) gli spartachisti annunciarono la nascita di una repubblica di stampo sovietico a Berlino. I capi del partito socialdemocratico Friedrich Ebert (neo cancelliere) e Philipp Scheidemann cercarono di anticipare l'azione dei comunisti e proclamarono la repubblica.
Groener, secondo in grado al comando dell'esercito, e che conosceva Ebert da quando si occupava di produzione militare, contattò il leader socialista la sera stessa. I due conclusero il cosiddetto "Patto Ebert-Groener", che rimase segreto per alcuni anni. Per la sua parte, Ebert si impegnò a reprimere la rivoluzione bolscevica e a mantenere l'esercito come uno dei pilastri dello Stato; Groener in cambio dichiarò di mettere l'esercito al servizio del nuovo governo. Per questo atto Groener si guadagnò l'inimicizia di gran parte della classe militare, che sperava in una restaurazione della monarchia. Groener quindi sovrintese alla ritirata e alla smobilitazione dell'esercito dopo che la guerra ebbe termine (11 novembre 1918).
Dopo le sue dimissioni dall'esercito (30 settembre 1919) Groener alternò negli anni venti periodi di riposo ad altri di attività: fu ministro dei Trasporti fra il 1920 e il 1923, succedette a Otto Geßler come ministro della Difesa nel 1928, e lo rimase fino al 1932.  Nel 1931 divenne anche ministro degli Interni, e favorì l'eliminazione delle SA naziste. Dopo che Franz von Papen ebbe preso il posto di Heinrich Brüning come cancelliere, Groener si ritirò dalla vita pubblica. Groener fu sposato due volte: Hélène Geyer (1864-1926), da cui ebbe una figlia, e Ruth Naeher-Glück, da cui ebbe un figlio.
Morì nel 1939 e fu sepolto presso il Cimitero Ovest di Stahnsdorf.